# Liste der bayerischen Militärverbände

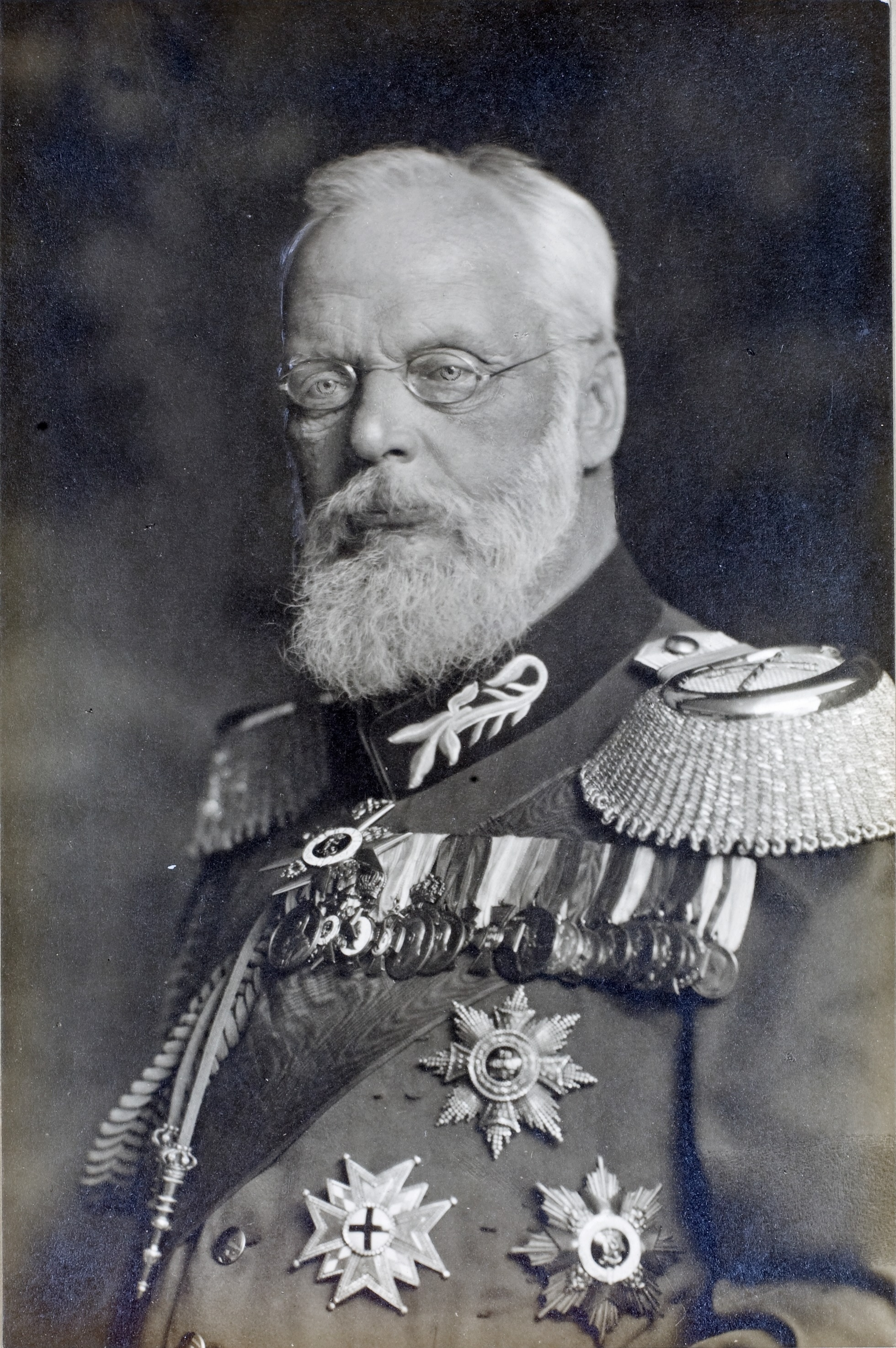
König Ludwig III. von Bayern, der Oberbefehlshaber der bayerischen Armee in Friedenszeiten.

Die folgende Liste der bayerischen Militärverbände gibt einen Überblick über alle Verbände ab Regiment der Streitkräfte des Königreiches Bayern während des Ersten Weltkrieges, geordnet nach ihrer Art, einschließlich ihres Standortes, ihrer Gründung und ihrer Auflösung. Aufgeführt sind auch ausgewählte Bataillone. Die Königlich Bayerische Fliegertruppe und deren Verbände werden auf einer eigenen Seite gesondert behandelt.

## Armeekorps
1869 wurde die bayerische Armee nach preußischem Vorbild in zwei Generalkommandos eingeteilt. 1872 wurden daraus zwei Armee-Kommandos gebildet, 1900 wurde das III. Armee-Kommando aufgestellt.
| Name                          | Standort        | Gründung / Aufstellung | Auflösung       | Bemerkungen                                              |
| ----------------------------- | --------------- | ---------------------- | --------------- | -------------------------------------------------------- |
| I. Armee-Korps                | München         | 01. Februar 1869       | 1919            |                                                          |
| II. Armee-Korps               | Würzburg        | 01. Februar 1869       | 1919            |                                                          |
| III. Armee-Korps              | Nürnberg        | 01. April 1900         | 1919            |                                                          |
| I. Reserve-Korps              | Kriegsformation | 02. August 1914        | 1919            |                                                          |
| II. Reserve-Korps             | Kriegsformation | 26. Dezember 1914      | 6. Juli 1915    | Wurde Südarmee.                                          |
| XV. Reserve-Korps             | Kriegsformation | 23. September 1916     | 1919            | War XV. Reserve-Korps der Preußischen Armee.             |
| Generalkommando z.b.V. Nr. 57 | Kriegsformation | 10. Mai 1916           | nach Kriegsende | War Generalkommando z.b.V. Nr. 57 der Preußischen Armee. |
| Generalkommando z.b.V. Nr. 63 | Kriegsformation | 30. Dezember 1916      | nach Kriegsende |                                                          |

## Divisionen
Seit 1803 war die Armee in Divisionen und Brigaden eingeteilt. 1804 wurden diese in Inspektionen umbenannt, 1807 provisorisch in vier Generalkommandos. 1815 wurden diese auf zwei reduziert und 1822 endgültig aufgelöst. Dafür wurden vier (Infanterie-)Armee-Divisions-Kommandos aufgestellt. 1848 waren es vier Infanteriedivisionen und zwei Kavalleriedivisionen. 1851 wurden diese wieder aufgelöst und an ihre Stelle traten erneut vier (Infanterie-)Armee-Divisionen. 1872 wurden die Armee-Divisionen in Divisionen umbenannt. Eine 5. Division wurde 1890 aufgestellt und 1900 eine 6. Mit der Mobilmachung im August 1914 wurden die Divisionen einheitlich in Infanterie-Divisionen umbenannt.
| Infanteriedivisionen    | Standort                          | Gründung / Aufstellung | Auflösung                        | Bemerkungen                                                            |
| ----------------------- | --------------------------------- | ---------------------- | -------------------------------- | ---------------------------------------------------------------------- |
| 01. Division            | München                           | 01. Juli 1822          | 1919                             |                                                                        |
| 02. Division            | Augsburg                          | 01. Juli 1822          | nach Kriegsende                  |                                                                        |
| 03. Division            | Seit 1901 in Landau in der Pfalz. | 01. Juli 1822          | nach Kriegsende                  |                                                                        |
| 04. Division            | Würzburg                          | 01. Juli 1822          | nach Kriegsende                  |                                                                        |
| 05. Division            | Seit 1901 in Nürnberg.            | 01. Oktober 1890       | nach Kriegsende                  |                                                                        |
| 06. Division            | Regensburg                        | 01. April 1900         | nach Kriegsende                  |                                                                        |
| 10. Infanterie-Division | Kriegsformation                   | 03. März 1915          | 02. August bis 3. September 1918 |                                                                        |
| 11. Infanterie-Division | Kriegsformation                   | 21. März 1915          | nach Kriegsende                  |                                                                        |
| 12. Infanterie-Division | Kriegsformation                   | 20. Juli 1916          | nach Kriegsende                  |                                                                        |
| 14. Infanterie-Division | Kriegsformation                   | 11. August 1916        | 10. September 1918               |                                                                        |
| 15. Infanterie-Division | Kriegsformation                   | 07. März 1917          | nach Kriegsende                  |                                                                        |
| 16. Infanterie-Division | Kriegsformation                   | 14. Januar 1917        | 21. Dezember 1918                |                                                                        |
| Reservedivisionen       | Standort                          | Gründung / Aufstellung | Auflösung                        | Bemerkungen                                                            |
| 01. Reserve-Division    | Kriegsformation                   | 02. August 1914        | nach Kriegsende                  |                                                                        |
| 05. Reserve-Division    | Kriegsformation                   | 02. August 1914        | nach Kriegsende                  |                                                                        |
| 06. Reserve-Division    | Kriegsformation                   | 10. September 1914     | 1919                             |                                                                        |
| 08. Reserve-Division    | Kriegsformation                   | 31. Dezember 1914      | nach Kriegsende                  |                                                                        |
| 09. Reserve-Division    | Kriegsformation                   | 26. September 1916     | 25. Juni 1918                    |                                                                        |
| 30. Reserve-Division    | Kriegsformation                   | 18. Januar 1917        | nach Kriegsende                  | War 30. Reserve-Division der Preußischen Armee.                        |
| 39. Reserve-Division    | Kriegsformation                   | 01. Februar 1916       | nach Kriegsende                  | War 39. Reserve-Division der Preußischen Armee.                        |
| Landwehrdivisionen      | Standort                          | Gründung / Aufstellung | Auflösung                        | Bemerkungen                                                            |
| 01. Landwehr-Division   | Kriegsformation                   | 21. August 1914        | nach Kriegsende                  |                                                                        |
| 02. Landwehr-Division   | Kriegsformation                   | 31. Dezember 1916      | nach Kriegsende                  |                                                                        |
| 06. Landwehr-Division   | Kriegsformation                   | 04. April 1915         | nach Kriegsende                  | Sollte ursprünglich als württembergische Formation aufgestellt werden. |
| Ersatzdivisionen        | Standort                          | Gründung / Aufstellung | Auflösung                        | Bemerkungen                                                            |
| Ersatz-Division         | Kriegsformation                   | 02. August 1914        | 06. Oktober 1918                 | War Höherer Ersatz-Kommandeur zur besonderen Verwendung.               |
| Kavalleriedivisionen    | Standort                          | Gründung / Aufstellung | Auflösung                        | Bemerkungen                                                            |
| Kavallerie-Division     | Kriegsformation                   | 02. August 1914        | 10. Februar 1919                 |                                                                        |

## Brigaden

### Infanterie
1803 wurden Infanteriebrigaden errichtet. Erst seit 1815 waren diese relativ gleichmäßig auf die Generalkommandos bzw. Armee-Divisions-Kommandos verteilt. Im Zuge von Einsparungsmaßnahmen wurden 1826 die Brigadekommandos der Infanterie und der Kavallerie aufgelöst. Im Rahmen der Bayerischen Armeereform 1868 lebten die Brigaden wieder auf und wurden durchnummeriert. Zu den acht bestehenden Infanteriebrigaden kam 1871 die Bayerische Besatzungsbrigade in Metz und zwischen 1880 und 1897 drei weitere Infanteriebrigaden hinzu. Mit Kriegsbeginn 1914 rückten zwölf Infanteriebrigaden ins Feld.
| Infanteriebrigaden                | Standort               | Gründung / Aufstellung                                                                  | Auflösung                                                                         | Bemerkungen                                                              |
| --------------------------------- | ---------------------- | --------------------------------------------------------------------------------------- | --------------------------------------------------------------------------------- | ------------------------------------------------------------------------ |
| 01. Infanterie-Brigade            | München                | 27. November 1815. Wiedererrichtet 15. April 1915.                                      | Erstmals 8. März 1915. Endgültig nach Kriegsende                                  | Wurde 1915 20. Infanterie-Brigade. War 1915 2. Infanterie-Brigade.       |
| 02. Infanterie-Brigade            | Seit 1825 in München.  | 27. November 1815                                                                       | 15. April 1915                                                                    | Wurde 1. Infanterie-Brigade.                                             |
| 03. Infanterie-Brigade            | Augsburg               | 27. November 1815                                                                       | 01. April 1915                                                                    | Wurde 4. Infanterie-Brigade.                                             |
| 04. Infanterie-Brigade            | Neu-Ulm                | 27. November 1815. Wiedererrichtet 1. April 1915.                                       | Erstmals 1. April 1915. Endgültig nach Kriegsende.                                | Wurde 1915 zur 21. Infanterie-Brigade. War 1915 3. Infanterie-Brigade.   |
| 05. Infanterie-Brigade            | Zweibrücken            | 01. April 1897                                                                          | 01. April 1915                                                                    |                                                                          |
| 06. Infanterie-Brigade            | Landau in der Pfalz    | 27. November 1815                                                                       | nach Kriegsende                                                                   |                                                                          |
| 07. Infanterie-Brigade            | Seit 1903 in Würzburg. | 27. November 1815                                                                       | nach Kriegsende                                                                   |                                                                          |
| 08. Infanterie-Brigade            | Metz                   | 01. April 1871                                                                          | nach Kriegsende                                                                   |                                                                          |
| 09. Infanterie-Brigade            | Nürnberg               | 27. November 1815                                                                       | nach Kriegsende                                                                   |                                                                          |
| 10. Infanterie-Brigade            | Seit 1901 in Bayreuth. | 01. April 1871                                                                          | nach Kriegsende                                                                   |                                                                          |
| 11. Infanterie-Brigade            | Ingolstadt             | 01. April 1901                                                                          | nach Kriegsende                                                                   |                                                                          |
| 12. Infanterie-Brigade            | Regensburg             | 01. April 1901                                                                          | 15. Januar 1917                                                                   |                                                                          |
| 20. Infanterie-Brigade            | Kriegsformation        | 08. März 1915                                                                           | 2. August 1918                                                                    | War 1. Infanterie-Brigade.                                               |
| 21. Infanterie-Brigade            | Kriegsformation        | 01. April 1915                                                                          | 1919                                                                              | War 4. Infanterie-Brigade.                                               |
| 22. Infanterie-Brigade            | Kriegsformation        | 25. Juli 1916                                                                           | nach Kriegsende                                                                   |                                                                          |
| 23. Infanterie-Brigade            | Kriegsformation        | 15. Februar 1917                                                                        | nach Kriegsende                                                                   |                                                                          |
| Jägerbrigaden                     | Standort               | Gründung / Aufstellung                                                                  | Auflösung                                                                         | Bemerkungen                                                              |
| 01. Jäger-Brigade                 | Kriegsformation        | 23. Mai 1915                                                                            | nach Kriegsende                                                                   |                                                                          |
| Reserveinfanteriebrigaden         | Standort               | Gründung / Aufstellung                                                                  | Auflösung                                                                         | Bemerkungen                                                              |
| 01. Reserve-Infanterie-Brigade    | Kriegsformation        | Erstmals 2. August 1914. Wiedererrichtet 6. April 1915. Zum letzten Mal 1. August 1916. | Erstmals 5. April 1915. Zum zweiten Mal 1. August 1916. Endgültig nach Kriegsende | War 1915 2. Reserve-Infanterie-Brigade. War 1916 Brigade Samhaber.       |
| 02. Reserve-Infanterie-Brigade    | Kriegsformation        | 02. August 1914                                                                         | 06. April 1915                                                                    | Wurde 1. Reserve-Infanterie-Brigade.                                     |
| 03. Reserve-Infanterie-Brigade    | Kriegsformation        | Erstmals 2. August 1914. Wiedererrichtet 21. September 1914.                            | Erstmals 17. August 1914. Endgültig 30. Oktober 1918.                             | Wurde 1914 10. Reserve-Infanterie-Brigade.                               |
| 05. Reserve-Infanterie-Brigade    | Kriegsformation        | 02. August 1914                                                                         | 10. März 1915                                                                     |                                                                          |
| 09. Reserve-Infanterie-Brigade    | Kriegsformation        | 02. August 1914                                                                         | April 1915                                                                        | Wurde 11. Reserve-Infanterie-Brigade.                                    |
| 10. Reserve-Infanterie-Brigade    | Kriegsformation        | Erstmals 2. August 1914. Wiedererrichtet 21. September 1914                             | Erstmals 17. August 1914. Endgültig nach Kriegsende                               | Wurde 1914 Brigade Ipfelkofer. War 1914 3. Reserve-Infanterie-Brigade.   |
| 11. Reserve-Infanterie-Brigade    | Kriegsformation        | Erstmals 2. August 1914. Wiedererrichtet April 1915.                                    | Erstmals 5. April 1915. Endgültig nach Kriegsende                                 | Wurde 1915 Brigade Samhaber. War 1915 9. Reserve-Infanterie-Brigade.     |
| 12. Reserve-Infanterie-Brigade    | Kriegsformation        | 05. September 1914                                                                      | 15. September 1918                                                                |                                                                          |
| 14. Reserve-Infanterie-Brigade    | Kriegsformation        | 05. September 1914                                                                      | 23. Januar 1917                                                                   |                                                                          |
| 15. Reserve-Infanterie-Brigade    | Kriegsformation        | 26. Dezember 1914                                                                       | nach Kriegsende                                                                   |                                                                          |
| 16. Reserve-Infanterie-Brigade    | Kriegsformation        | 26. Dezember 1914                                                                       | nach Kriegsende                                                                   |                                                                          |
| 17. Reserve-Infanterie-Brigade    | Kriegsformation        | 29. September 1916                                                                      | 25. Juni 1918                                                                     | War 13. Landwehr-Infanterie-Brigade.                                     |
| Brigade Ipfelkofer                | Kriegsformation        | 17. August 1914                                                                         | 1914                                                                              | War 10. Reserve-Infanterie-Brigade.                                      |
| Brigade Samhaber                  | Kriegsformation        | 05. April 1915                                                                          | 01. August 1916                                                                   | War 11. Reserve-Infanterie-Brigade. Wurde 1. Reserve-Infanterie-Brigade. |
| Landwehrinfanteriebrigaden        | Standort               | Gründung / Aufstellung                                                                  | Auflösung                                                                         | Bemerkungen                                                              |
| 01. Landwehr-Infanterie-Brigade   | Kriegsformation        | 02. August 1914                                                                         | 31. Dezember 1916                                                                 |                                                                          |
| 02. Landwehr-Infanterie-Brigade   | Kriegsformation        | 02. August 1914                                                                         | nach Kriegsende                                                                   |                                                                          |
| 05. Landwehr-Infanterie-Brigade   | Kriegsformation        | 02. August 1914                                                                         | nach Kriegsende                                                                   |                                                                          |
| 09. Landwehr-Infanterie-Brigade   | Kriegsformation        | 02. August 1914                                                                         | nach Kriegsende                                                                   |                                                                          |
| 13. Landwehr-Infanterie-Brigade   | Kriegsformation        | 28. September 1914                                                                      | 28. September 1916                                                                | Wurde 17. Reserve-Infanterie-Brigade.                                    |
| 14. Landwehr-Infanterie-Brigade   | Kriegsformation        | 28. September 1914                                                                      | 31. Dezember 1915                                                                 | War Landwehr-Infanterie-Brigade Pecht.                                   |
| Landwehr-Infanterie-Brigade Pecht | Kriegsformation        | 03. September 1914                                                                      | 28. September 1914                                                                | Wurde 14. Landwehr-Infanterie-Brigade.                                   |
| Ersatzinfanteriebrigaden          | Standort               | Gründung / Aufstellung                                                                  | Auflösung                                                                         | Bemerkungen                                                              |
| 01. Ersatz-Infanterie-Brigade     | Kriegsformation        | 02. August 1914                                                                         | nach Kriegsende                                                                   |                                                                          |
| 05. Ersatz-Infanterie-Brigade     | Kriegsformation        | 02. August 1914                                                                         | nach Kriegsende                                                                   |                                                                          |
| 09. Ersatz-Infanterie-Brigade     | Kriegsformation        | 02. August 1914                                                                         | 12. Dezember 1915                                                                 | Wurde Bauleitung Mark.                                                   |

### Kavallerie
| Kavalleriebrigaden     | Standort               | Gründung / Aufstellung | Auflösung       | Bemerkungen                                                   |
| ---------------------- | ---------------------- | ---------------------- | --------------- | ------------------------------------------------------------- |
| 01. Kavallerie-Brigade | München                | 27. November 1815      | nach Kriegsende |                                                               |
| 02. Kavallerie-Brigade | Augsburg               | 27. November 1815      | August 1914     |                                                               |
| 03. Kavallerie-Brigade | Seit 1901 in Duß.      | 01. Oktober 1890       | August 1914     |                                                               |
| 04. Kavallerie-Brigade | Bamberg                | 1830                   | nach Kriegsende |                                                               |
| 05. Kavallerie-Brigade | Seit 1901 in Nürnberg. | 27. November 1815      | nach Kriegsende |                                                               |
| 06. Kavallerie-Brigade | Regensburg             | 01. Oktober 1909       | August 1914     |                                                               |
| 07. Kavallerie-Brigade | Kriegsformation        | 26. Mai 1917           | nach Kriegsende | War Siebenbürgische Kavallerie-Brigade der Preußischen Armee. |

### Artillerie
| Artilleriebrigaden                   | Standort               | Gründung / Aufstellung | Auflösung          | Bemerkungen                                                                   |
| ------------------------------------ | ---------------------- | ---------------------- | ------------------ | ----------------------------------------------------------------------------- |
| 01. Feldartillerie-Brigade           | München                | 01. Februar 1869       | 25. Februar 1917   | Wurde Artillerie-Kommandeur Nr. 1.                                            |
| 02. Feldartillerie-Brigade           | Seit 1904 in Augsburg. | 01. Oktober 1900       | 26. Februar 1917   | Wurde Artillerie-Kommandeur Nr. 2.                                            |
| 03. Feldartillerie-Brigade           | Landau in der Pfalz    | 01. Oktober 1901       | 22. Februar 1917   | Wurde Artillerie-Kommandeur Nr. 3.                                            |
| 04. Feldartillerie-Brigade           | Würzburg               | 01. Oktober 1901       | 22. Februar 1917   | Wurde Artillerie-Kommandeur Nr. 4.                                            |
| 05. Feldartillerie-Brigade           | Fürth                  | 01. Oktober 1901       | 22. Februar 1917   | Wurde Artillerie-Kommandeur Nr. 5.                                            |
| 06. Feldartillerie-Brigade           | Nürnberg               | 01. Oktober 1901       | 22. Februar 1917   | Wurde Artillerie-Kommandeur Nr. 6.                                            |
| 10. Feldartillerie-Brigade           | Kriegsformation        | 06. März 1915          | 22. Februar 1917   | Wurde Artillerie-Kommandeur Nr. 10.                                           |
| Reserveartilleriebrigaden            | Standort               | Gründung / Aufstellung | Auflösung          | Bemerkungen                                                                   |
| 01. Reserve-Feldartillerie-Brigade   | Kriegsformation        | 15. Oktober 1915       | 22. Februar 1917   | Wurde Artillerie-Kommandeur Nr. 13.                                           |
| 08. Reserve-Feldartillerie-Brigade   | Kriegsformation        | 28. Dezember 1914      | 22. Februar 1917   | Wurde Artillerie-Kommandeur Nr. 8.                                            |
| Landwehrartilleriebrigaden           | Standort               | Gründung / Aufstellung | Auflösung          | Bemerkungen                                                                   |
| 01. Landwehr-Feldartillerie-Brigade  | Kriegsformation        | 21. April 1916         | 22. Februar 1917   | Wurde Artillerie-Kommandeur Nr. 17.                                           |
| Fußartilleriebrigaden                | Standort               | Gründung / Aufstellung | Auflösung          | Bemerkungen                                                                   |
| Fußartillerie-Brigade                | München                | 01. Januar 1875        | 02. August 1914    | Wurde Fußartillerie-Brigade-Kommando Nr. 1.                                   |
| Artilleriestäbe                      | Standort               | Gründung / Aufstellung | Auflösung          | Bemerkungen                                                                   |
| Fußartillerie-Brigade-Kommando Nr. 1 | Kriegsformation        | 02. August 1914        | 24. September 1915 | War Fußartillerie-Brigade. Wurde General der Fußartillerie Nr. 1.             |
| Fußartillerie-Brigade-Kommando Nr. 2 | Kriegsformation        | 25. August 1914        | 24. September 1915 | Wurde General der Fußartillerie Nr. 2.                                        |
| General der Fußartillerie Nr. 1      | Kriegsformation        | 24. September 1915     | 01. März 1917      | War Fußartillerie-Brigade-Kommando Nr. 1. Wurde Artillerie-Kommandeur Nr. 18. |
| General der Fußartillerie Nr. 2      | Kriegsformation        | 01. September 1915     | 01. März 1917      | War Fußartillerie-Brigade-Kommando Nr. 2. Wurde Artillerie-Kommandeur Nr. 19. |
| General der Fußartillerie Nr. 3      | Kriegsformation        | 01. Oktober 1916       | 22. Februar 1917   | Wurde Artillerie-Kommandeur Nr. 14.                                           |
| General der Fußartillerie Nr. 4      | Kriegsformation        | 09. Juli 1916          | 22. Februar 1917   | Wurde Artillerie-Kommandeur Nr. 9.                                            |
| General der Fußartillerie Nr. 5      | Kriegsformation        | 09. Juli 1916          | 22. Februar 1917   | Wurde Artillerie-Kommandeur Nr. 16.                                           |

## Regimenter

### Infanterie
1815 bestanden 17 Infanterieregimenter (Infanterie-Leib-Regiment und 1. bis 16. Infanterieregiment). Das 16. Infanterieregiment wurde 1825 zur Formierung von zwei Jägerbataillonen aufgelöst. Im Zuge der Heeresvermehrung entstanden zwischen 1878 und 1897 acht weitere Infanterieregimenter, teilweise unter Verwendung bisheriger Jägerbataillone. Zu Beginn des Krieges 1914 bestand die Infanterie aus 24 Regimentern und zwei Jägerbataillonen. Mit der Mobilmachung und während des Krieges kam es zu vielen Neuaufstellungen.
| Infanterieregimenter                                                                              | Standort             | Gründung / Aufstellung  | Auflösung          | Bemerkungen |
| ------------------------------------------------------------------------------------------------- | -------------------- | ----------------------- | ------------------ | --- |
| Infanterie-Leib-Regiment                                                                          | München              | 16. Juli 1814           | 14. Dezember 1918  | |
| 01. Infanterie-Regiment König                                                                     | München              | 01. Juli 1778           | 14. Dezember 1918  | |
| 02. Infanterie-Regiment Kronprinz                                                                 | München              | 29. Juni 1682           | 28. Dezember 1918  | |
| 03. Infanterie-Regiment Prinz Karl von Bayern                                                     | Augsburg             | 01. Februar 1698        | 10. Mai 1919       | |
| 04. Infanterie-Regiment König Wilhelm von Württemberg                                             | Metz                 | 15. März 1706           | 02. Juni 1919      | |
| 05. Infanterie-Regiment Großherzog Ernst Ludwig von Hessen                                        | Bamberg              | 06. August 1722         | 01. Dezember 1918  | |
| 06. Infanterie-Regiment Kaiser Wilhelm, König von Preußen                                         | Amberg               | 18. Juni 1725           | 19. Dezember 1918  | |
| 07. Infanterie-Regiment Prinz Leopold                                                             | Bayreuth             | 27. Juni 1732           | 25. März 1919      | |
| 08. Infanterie-Regiment Großherzog Friedrich II. von Baden                                        | Metz                 | 01. Oktober 1753        | 18. Dezember 1918  | |
| 09. Infanterie-Regiment Wrede                                                                     | Würzburg             | 21. März 1803           | Juni 1919          | |
| 10. Infanterie-Regiment König Ludwig                                                              | Ingolstadt           | 29. Juni 1682           | 22. Dezember 1918  | |
| 11. Infanterie-Regiment von der Tann                                                              | Regensburg           | 01. Oktober 1805        | 14. Dezember 1918  | |
| 12. Infanterie-Regiment Prinz Arnulf                                                              | Neu-Ulm              | 16. Juli 1814           | 14. Dezember 1918  | |
| 13. Infanterie-Regiment Franz Joseph I., Kaiser von Österreich und Apostolischer König von Ungarn | Ingolstadt           | 31. Mai 1806            | 30. April 1919     | |
| 14. Infanterie-Regiment Hartmann                                                                  | Nürnberg             | 15. August 1814         | 14. Dezember 1918  | |
| 15. Infanterie-Regiment König Friedrich August von Sachsen                                        | Neuburg an der Donau | 04. August 1722         | 15. Dezember 1918  | |
| 16. Infanterie-Regiment Großherzog Ferdinand von Toskana                                          | Passau               | 01. Oktober 1878        | 12. Januar 1919    | |
| 17. Infanterie-Regiment Orff                                                                      | Germersheim          | 01. Oktober 1878        | 14. Dezember 1918  | |
| 18. Infanterie-Regiment Prinz Ludwig Ferdinand                                                    | Landau in der Pfalz  | 01. April 1881          | 10. Januar 1919    | |
| 19. Infanterie-Regiment König Viktor Emanuel III. von Italien                                     | Erlangen             | 01. Oktober 1890        | 14. Dezember 1918  | |
| 20. Infanterie-Regiment Prinz Franz                                                               | Lindau               | 01. April 1897          | 16. Dezember 1918  | |
| 21. Infanterie-Regiment Großherzog Friedrich Franz IV. von Mecklenburg-Schwerin                   | Fürth                | 01. April 1897          | 16. Dezember 1918  | |
| 22. Infanterie-Regiment Fürst Wilhelm von Hohenzollern                                            | Zweibrücken          | 01. April 1897          | 12. Dezember 1918  | |
| 23. Infanterie-Regiment König Ferdinand der Bulgaren                                              | Landau in der Pfalz  | 01. April 1897          | 15. Dezember 1918  | |
| 24. Infanterie-Regiment                                                                           | Kriegsformation      | 19. Mai 1915            | 13. Dezember 1918  | Ersatzbataillon in Würzburg.                                                                                         |
| 25. Infanterie-Regiment                                                                           | Kriegsformation      | 19. Mai 1915            | 19. Dezember 1918  | Ersatzbataillon in Erlangen.                                                                                         |
| 26. Infanterie-Regiment                                                                           | Kriegsformation      | 20. Juli 1916           | 12. Dezember 1918  | War Infanterie-Regiment München. Ersatzbataillon in München.                                                         |
| 27. Infanterie-Regiment                                                                           | Kriegsformation      | 20. Juli 1916           | 19. Dezember 1918  | War Infanterie-Regiment Würzburg. Ersatzbataillon in Bamberg.                                                        |
| 28. Infanterie-Regiment                                                                           | Kriegsformation      | 20. Juli 1916           | 30. Dezember 1918  | War Infanterie-Regiment Nürnberg. Ersatzbataillon in Amberg.                                                         |
| 29. Infanterie-Regiment (Jäger-Regiment)                                                          | Kriegsformation      | 06. August 1916         | 21. Dezember 1918  | Ersatzbataillon in Landau                                                                                            |
| 30. Infanterie-Regiment                                                                           | Kriegsformation      | 16. Januar 1917         | 21. Dezember 1918  | Ersatzbataillon in Passau.                                                                                           |
| 31. Infanterie-Regiment                                                                           | Kriegsformation      | 16. Januar 1917         | 21. Dezember 1918  | Ersatzbataillon in Germersheim.                                                                                      |
| 32. Infanterie-Regiment                                                                           | Kriegsformation      | 15. Januar 1917         | 21. Dezember 1918  | Ersatzbataillon in Regensburg.                                                                                       |
| Infanterie-Regiment München                                                                       | Kriegsformation      | 02. Juli 1916           | 20. Juli 1917      | Wurde 26. Infanterie-Regiment.                                                                                       |
| Infanterie-Regiment Nürnberg                                                                      | Kriegsformation      | 06. Juli 1916           | 20. Juli 1917      | Wurde 28. Infanterie-Regiment.                                                                                       |
| Infanterie-Regiment Würzburg                                                                      | Kriegsformation      | 14. Juli 1916           | 20. Juli 1917      | Wurde 27. Infanterie-Regiment.                                                                                       |
| Jägerregimenter                                                                                   | Standort             | Gründung / Aufstellung  | Auflösung          | Bemerkungen |
| Jäger-Regiment Nr. 1                                                                              | Kriegsformation      | 25. Mai 1915            | 17. Dezember 1918  | - |
| (Reserve-) Jäger-Regiment Nr. 15                                                                  | Kriegsformation      | 18. August 1918         | 1919               | War Kaukasisches Jäger-Regiment Nr. 1                                                                                |
| Kaukasisches Jäger-Regiment Nr. 1                                                                 | Kriegsformation      | 1. Juli 1918            | 20. September 1918 | War Reserve-Jäger-Bataillon Nr. 1. Wurde (Reserve-)Jäger-Regiment Nr. 15.                                            |
| Reserveinfanterieregimenter                                                                       | Standort             | Gründung / Aufstellung  | Auflösung          | Bemerkungen |
| Reserve-Infanterie-Regiment Nr. 1                                                                 | Kriegsformation      | 02. August 1914         | 26. Dezember 1918  | Ersatzbataillon in München.                                                                                          |
| Reserve-Infanterie-Regiment Nr. 2                                                                 | Kriegsformation      | 02. August 1914         | 03. Februar 1919   | Ersatzbataillon in München.                                                                                          |
| Reserve-Infanterie-Regiment Nr. 3                                                                 | Kriegsformation      | 02. August 1914         | 16. Dezember 1918  | Ersatzbataillon in Neu-Ulm, ab 1915 in Memmingen.                                                                    |
| Reserve-Infanterie-Regiment Nr. 4                                                                 | Kriegsformation      | 02. August 1914         | 21. Januar 1919    | Ersatzbataillon in Germersheim.                                                                                      |
| Reserve-Infanterie-Regiment Nr. 5                                                                 | Kriegsformation      | 02. August 1914         | 16. September 1918 | Ersatzbataillon in Metz.                                                                                             |
| Reserve-Infanterie-Regiment Nr. 6                                                                 | Kriegsformation      | 02. August 1914         | 03. August 1918    | Ersatzbataillon in Fürth, ab 1918 in Forchheim.                                                                      |
| Reserve-Infanterie-Regiment Nr. 7                                                                 | Kriegsformation      | 02. August 1914         | 31. Dezember 1918  | Ersatzbataillon in Bayreuth.                                                                                         |
| Reserve-Infanterie-Regiment Nr. 8                                                                 | Kriegsformation      | 02. August 1914         | 16. August 1918    | Ersatzbataillon in Zweibrücken, ab 1915 in Pirmasens.                                                                |
| Reserve-Infanterie-Regiment Nr. 10                                                                | Kriegsformation      | 02. August 1914         | 19. Dezember 1918  | Ersatzbataillon in Ingolstadt, ab 1915 in Straubing.                                                                 |
| Reserve-Infanterie-Regiment Nr. 11                                                                | Kriegsformation      | 02. August 1914         | 25. Juni 1918      | Ersatzbataillon in Regensburg.                                                                                       |
| Reserve-Infanterie-Regiment Nr. 12                                                                | Kriegsformation      | 02. August 1914         | 24. Januar 1919    | Ersatzbataillon in Neu-Ulm.                                                                                          |
| Reserve-Infanterie-Regiment Nr. 13                                                                | Kriegsformation      | 02. August 1914         | 04. August 1918    | Ersatzbataillon in Regensburg, ab 1918 in Pfaffenhofen (Ilm)                                                         |
| Reserve-Infanterie-Regiment Nr. 14                                                                | Kriegsformation      | 02. August 1914         | 25. Juni 1918      | Ersatzbataillon in Grafenwöhr, ab 1918 in Sulzbach.                                                                  |
| Reserve-Infanterie-Regiment Nr. 15                                                                | Kriegsformation      | 02. August 1914         | 13. Oktober 1918   | Ersatzbataillon in Neuburg an der Donau, ab 1916 in Nördlingen.                                                      |
| Reserve-Infanterie-Regiment Nr. 16                                                                | Kriegsformation      | 01. September 1914      | 21. Dezember 1918  | Ersatzbataillon in München.                                                                                          |
| Reserve-Infanterie-Regiment Nr. 17                                                                | Kriegsformation      | 01. September 1914      | 14. September 1918 | Ersatzbataillon in Augsburg.                                                                                         |
| Reserve-Infanterie-Regiment Nr. 18                                                                | Kriegsformation      | 31. Dezember 1914       | 06. Oktober 1918   | Ersatzbataillon in München                                                                                           |
| Reserve-Infanterie-Regiment Nr. 19                                                                | Kriegsformation      | 29. Dezember 1914       | 25. Januar 1919    | Ersatzbataillon in Neu-Ulm.                                                                                          |
| Reserve-Infanterie-Regiment Nr. 20                                                                | Kriegsformation      | 10. September 1914      | 01. Februar 1919   | Ersatzbataillon in Nürnberg.                                                                                         |
| Reserve-Infanterie-Regiment Nr. 21                                                                | Kriegsformation      | 10. September 1914      | 18. September 1918 | Ersatzbataillon in Fürth.                                                                                            |
| Reserve-Infanterie-Regiment Nr. 22                                                                | Kriegsformation      | 29. Dezember 1914       | 07. Januar 1919    | Ersatzbataillon in Landau.                                                                                           |
| Reserve-Infanterie-Regiment Nr. 23                                                                | Kriegsformation      | 29. Dezember 1914       | 22. Dezember 1918  | Ersatzbataillon in Nürnberg, ab 1916 in Bayreuth.                                                                    |
| Landwehrinfanterieregimenter                                                                      | Standort             | Gründung / Aufstellung  | Auflösung          | Bemerkungen |
| Landwehr-Infanterie-Regiment Nr. 1                                                                | Kriegsformation      | 04. August 1914         | 11. Dezember 1918  | Ersatzbataillon in Neu-Ulm, 1914 in Lager Lechfeld und ab 1915 in Augsburg.                                          |
| Landwehr-Infanterie-Regiment Nr. 2                                                                | Kriegsformation      | 04. August 1914         | 04. Dezember 1918  | Ersatzbataillon in Passau, ab 1914 in Landshut.                                                                      |
| Landwehr-Infanterie-Regiment Nr. 3                                                                | Kriegsformation      | 06. August 1914         | 14. Dezember 1918  | Ersatzbataillon in Neu-Ulm, 1914 in Kempten und ab 1915 in Freising.                                                 |
| Landwehr-Infanterie-Regiment Nr. 4                                                                | Kriegsformation      | 04. August 1914         | 14. Dezember 1918  | Ersatzbataillon in Herxheim bei Landau/Pfalz, 1917 in Landau und ab 1918 in Würzburg .                               |
| Landwehr-Infanterie-Regiment Nr. 5                                                                | Kriegsformation      | 04. August 1914         | 20. Dezember 1918  | Ersatzbataillon in Metz                                                                                              |
| Landwehr-Infanterie-Regiment Nr. 6                                                                | Kriegsformation      | 04. August 1914         | 06. Dezember 1918  | Ersatzbataillon in Erlangen, ab 1918 in Sulzbach (Oberpfalz).                                                        |
| Landwehr-Infanterie-Regiment Nr. 7                                                                | Kriegsformation      | 04. bis 13. August 1914 | 21. Dezember 1918  | Ersatzbataillon in Nürnberg, ab 1917 in Fürth.                                                                       |
| Landwehr-Infanterie-Regiment Nr. 8                                                                | Kriegsformation      | 04. August 1914         | 18. Dezember 1918  | Ersatzbataillon in Germersheim, 1915 in Landau und ab 1918 in Ludwigshafen.                                          |
| Landwehr-Infanterie-Regiment Nr. 10                                                               | Kriegsformation      | 04. August 1914         | 12. Dezember 1918  | Ersatzbataillon in Gaimersheim, ab 1918 in Schwabach.                                                                |
| Landwehr-Infanterie-Regiment Nr. 12                                                               | Kriegsformation      | 04. August 1914         | 14. Dezember 1918  | Ersatzbataillon in Neuburg an der Donau.                                                                             |
| Landwehr-Infanterie-Regiment Nr. 13                                                               | Lager Lechfeld       | 24. September 1914      | 01. Dezember 1917  | War immobiles Landwehr-Infanterie-Regiment Nr. I. AK.                                                                |
| Landwehr-Infanterie-Regiment Nr. 14                                                               | Kriegsformation      | 31. Oktober 1914        | 03. Dezember 1914  | War Zgs. Landwehr-Infanterie-Regiment. Wurde Landwehr-Infanterie-Regiment Nr. 15.                                    |
| Landwehr-Infanterie-Regiment Nr. 15                                                               | Kriegsformation      | 03. Dezember 1914       | 12. Dezember 1918  | War Landwehr-Infanterie-Regiment Nr. 14. Ersatzbataillon in Neu-Ulm, ab 1914 Lager Lechfeld und ab 1915 in Augsburg. |
| Landwehr-Infanterie-Regiment Nr. I. AK                                                            | Lager Lechfeld       | 27. August 1914         | 24. September 1914 | War immobil. Wurde Landwehr-Infanterie-Regiment Nr. 13                                                               |
| Zgs. Landwehr-Infanterie-Regiment                                                                 | Kriegsformation      | 21. September 1914      | 31. Oktober 1914   | War Zgs. Landwehr-Infanterie-Regiment Parst. Wurde Landwehr-Infanterie-Regiment Nr. 14.                              |
| Zgs. Landwehr-Infanterie-Regiment Braun                                                           | Kriegsformation      | 31. August 1914         | 02. September 1914 | War Zgs. Landwehr-Infanterie-Regiment Schmauß. Wurde Zgs. Landwehr-Infanterie-Regiment Parst.                        |
| Zgs. Landwehr-Infanterie-Regiment Parst                                                           | Kriegsformation      | 03. September 1914      | 21. September 1914 | War Zgs. Landwehr-Infanterie-Regiment Braun. Wurde Zgs. Landwehr-Infanterie-Regiment.                                |
| Zgs. Landwehr-Infanterie-Regiment Schmauß                                                         | Kriegsformation      | 30. August 1914         | 31. August 1914    | Wurde Zgs. Landwehr-Infanterie-Regiment Braun.                                                                       |
| Landsturminfanterieregimenter                                                                     | Standort             | Gründung / Aufstellung  | Auflösung          | Bemerkungen |
| Landsturm-Infanterie-Regiment Nr. 1                                                               | Kriegsformation      | 13. Juni 1915           | 10. Januar 1919    | - |
| Landsturm-Infanterie-Regiment Nr. 2                                                               | Kriegsformation      | 28. August 1916         | 15. Dezember 1918  | - |
| Landsturm-Infanterie-Regiment Nr. 3                                                               | Kriegsformation      | 21. August 1916         | 19. Dezember 1918  | - |
| Ersatzinfanterieregimenter                                                                        | Standort             | Gründung / Aufstellung  | Auflösung          | Bemerkungen |
| Ersatz-Infanterie-Regiment Nr. 1                                                                  | Kriegsformation      | 10. November 1914       | 14. Dezember 1918  | Ersatzbataillon in München, 1916 in Neuburg an der Donau und ab 1918 in Donauwörth.                                  |
| Ersatz-Infanterie-Regiment Nr. 2                                                                  | Kriegsformation      | 11. November 1914       | Februar 1919       | Ersatzbataillon in Bamberg.                                                                                          |
| Ersatz-Infanterie-Regiment Nr. 3                                                                  | Kriegsformation      | 11. November 1914       | nach Kriegsende    | Ersatzbataillon in Nürnberg, später Ingolstadt.                                                                      |
| Ersatz-Infanterie-Regiment Nr. 4                                                                  | Kriegsformation      | 15. Februar 1915        | 20. Januar 1919    | Ersatzbataillon in Kaiserslautern.                                                                                   |
| Ersatz-Infanterie-Regiment Nr. 5                                                                  | Kriegsformation      | 12. Oktober 1915        | 21. Dezember 1918  | Ersatzbataillon in Ingolstadt, ab 1918 in Eichstätt.                                                                 |

### Kavallerie
Die bayerische Armee verfügte 1815 über zwölf Kavallerieregimenter, die bis 1825 auf acht Regimenter verringert wurden. Neu aufgestellt 1863 das 1. und 2. Ulanen-Regiment sowie 1905 das 7. und 1909 das 8. Chevaulegers-Regiment. Die Kürassierregimenter wurden 1879 in Schwere Reiter-Regimenter umbenannt.
| Kavallerieregimenter                                                      | Standort               | Gründung / Aufstellung | Auflösung          | Bemerkungen                                      |
| ------------------------------------------------------------------------- | ---------------------- | ---------------------- | ------------------ | ------------------------------------------------ |
| 01. Schwere Reiter-Regiment Prinz Karl von Bayern                         | München                | 16. Juli 1814          | 30. September 1919 |                                                  |
| 02. Schwere Reiter-Regiment Erzherzog Franz Ferdinand von Österreich-Este | Landshut               | 10. September 1815     | 1919               |                                                  |
| 03. Kürassier-Regiment „Großfürst Constantin Nikolajewitsch“              | Freising               | 21. Dezember 1863      | 11. Mai 1867       | 1. Eskadron in Nymphenburg                       |
| 01. Ulanen-Regiment Kaiser Wilhelm II., König von Preußen                 | Bamberg                | 21. Dezember 1863      | 1919               |                                                  |
| 02. Ulanen-Regiment König                                                 | Ansbach                | 21. Dezember 1863      | 12. Februar 1919   |                                                  |
| 01. Chevaulegers-Regiment Kaiser Nikolaus von Rußland                     | Nürnberg               | 29. Juni 1682          | 1919               |                                                  |
| 02. Chevaulegers-Regiment „Taxis“                                         | Regensburg             | 29. Juni 1682          | 01. April 1919     |                                                  |
| 03. Chevaulegers-Regiment Herzog Karl Theodor                             | Duß                    | 23. Januar 1724        | April 1919         |                                                  |
| 04. Chevaulegers-Regiment König                                           | Augsburg               | 01. September 1744     | 1919               |                                                  |
| 05. Chevaulegers-Regiment Erzherzog Friedrich von Österreich              | Saargemünd             | 01. April 1776         | 1920               |                                                  |
| 06. Chevaulegers-Regiment Prinz Albrecht von Preußen                      | Bayreuth               | 01. April 1803         | 1919               |                                                  |
| 07. Chevaulegers-Regiment Prinz Alfons                                    | Straubing              | 01. Oktober 1905       | 1919               |                                                  |
| 08. Chevaulegers-Regiment                                                 | Dillingen an der Donau | 01. Oktober 1909       | 17. Februar 1919   |                                                  |
| Kavallerie-Regiment der 11. Infanterie-Division                           | Kriegsformation        | April 1915             | Vor Kriegsende.    |                                                  |
| Reservekavallerieregimenter                                               | Standort               | Gründung / Aufstellung | Auflösung          | Bemerkungen                                      |
| Reserve-Kavallerie-Regiment Nr. 1                                         | Kriegsformation        | 02. August 1914        | 22. Dezember 1916  |                                                  |
| Reserve-Kavallerie-Regiment Nr. 5                                         | Kriegsformation        | 02. August 1914        | 14. Oktober 1916   | Wurde Reserve-Kavallerie-Schützen-Regiment Nr. 5 |
| Reserve-Kavallerie-Regiment Nr. 6                                         | Kriegsformation        | 09. September 1914     | 16. August 1916    |                                                  |
| Reservekavallerieschützenregimenter                                       | Standort               | Gründung / Aufstellung | Auflösung          | Bemerkungen                                      |
| Reserve-Kavallerie-Schützen-Regiment Nr. 5                                | Kriegsformation        | 14. Oktober 1916       | Februar 1918       | War Reserve-Kavallerie-Regiment Nr. 5.           |

### Artillerie
1824 wurde das einzig bestehende Artillerieregiment der Armee in zwei geteilt. Es folgten 1848 das 3. und 1859 das 4. Artillerieregiment. 1873 wurde die Artillerietruppe in Feld- und Fußartillerie geteilt. Die Heeresvermehrung brachte 1890 das 5., 1900 das 6. bis 8. und 1901 das 9. bis 12. Feldartillerieregiment.
Aus den Festungsabteilungen der bisherigen Artillerieregimenter entstanden 1873 zwei Fußartillerieregimenter. Ein drittes Regiment wurde 1912 errichtet.
Im Ersten Weltkrieg wurde die Artillerietruppe sehr umfangreich ausgebaut. Es kam zu zahlreichen Neuaufstellungen. Vor allem die Organisation der Fußartillerie unterlag zahllosen Änderungen.
| Artillerieregimenter                                                          | Standort            | Gründung / Aufstellung | Auflösung            | Bemerkungen                                                                           |
| ----------------------------------------------------------------------------- | ------------------- | ---------------------- | -------------------- | ------------------------------------------------------------------------------------- |
| 01. Feldartillerie-Regiment Prinzregent Luitpold                              | München             | 11. Oktober 1824       | Ende Dezember 1918   | -                                                                                     |
| 02. Feldartillerie-Regiment Horn                                              | Würzburg            | 11. Oktober 1824       | Ende Dezember 1918   |                                                                                       |
| 03. Feldartillerie-Regiment Prinz Leopold                                     | Grafenwöhr          | 16. März 1848          | Januar 1919          |                                                                                       |
| 04. Feldartillerie-Regiment König                                             | Augsburg            | 30. März 1859          | Ende Dezember 1918   |                                                                                       |
| 05. Feldartillerie-Regiment König Alfons XIII. von Spanien                    | Landau in der Pfalz | 01. Oktober 1890       | Januar 1919          |                                                                                       |
| 06. Feldartillerie-Regiment Prinz Ferdinand von Bourbon, Herzog von Calabrien | Fürth               | 01. Oktober 1900       | Januar 1919          |                                                                                       |
| 07. Feldartillerie-Regiment Prinzregent Luitpold                              | München             | 01. Oktober 1900       | Ende Dezember 1918   |                                                                                       |
| 08. Feldartillerie-Regiment Prinz Heinrich von Preußen                        | Nürnberg            | 01. Oktober 1900       | Januar 1919          |                                                                                       |
| 09. Feldartillerie-Regiment                                                   | Landsberg am Lech   | 01. Oktober 1901       | Januar 1919          |                                                                                       |
| 10. Feldartillerie-Regiment                                                   | Erlangen            | 01. Oktober 1901       | Januar 1919          |                                                                                       |
| 11. Feldartillerie-Regiment                                                   | Würzburg            | 01. Oktober 1901       | Januar 1919          |                                                                                       |
| 12. Feldartillerie-Regiment                                                   | Landau in der Pfalz | 01. Oktober 1901       | Januar 1919          |                                                                                       |
| 19. Feldartillerie-Regiment                                                   | Kriegsformation     | 10. März 1915          | 20. Januar 1919      | Ersatzabteilung in Landsberg.                                                         |
| 20. Feldartillerie-Regiment                                                   | Kriegsformation     | 10. März 1915          | Januar 1919          | Ersatzabteilung in Landau.                                                            |
| 21. Feldartillerie-Regiment                                                   | Kriegsformation     | 28. März 1915          | Dezember 1918        | Ersatzabteilung in Fürth.                                                             |
| 22. Feldartillerie-Regiment                                                   | Kriegsformation     | 02. Juli 1916          | Januar 1919          | War Feldartillerie-Regiment Nürnberg. Ersatzabteilung in Amberg.                      |
| 23. Feldartillerie-Regiment                                                   | Kriegsformation     | 03. August 1916        | Januar 1919          | Ersatzabteilung in Augsburg.                                                          |
| 24. Feldartillerie-Regiment                                                   | Kriegsformation     | 14. November 1916      |                      | Die Aufstellung des Regiments wurde vorbereitet, aber nicht mehr durchgeführt.        |
| Feldartillerie-Regiment Nürnberg                                              | Kriegsformation     | 2. Juli 1916           | 2. Juli 1916         | Wurde Feldartillerie-Regiment Nr. 22.                                                 |
| Reserveartillerieregimenter                                                   | Standort            | Gründung / Aufstellung | Auflösung            | Bemerkungen                                                                           |
| Reserve-Feldartillerie-Regiment Nr. 1                                         | Kriegsformation     | 02. August 1914        | 05. Januar 1919      | Ersatzabteilung in Augsburg.                                                          |
| Reserve-Feldartillerie-Regiment Nr. 5                                         | Kriegsformation     | 02. August 1914        | 15. Januar 1919      | Ersatzabteilung in Würzburg.                                                          |
| Reserve-Feldartillerie-Regiment Nr. 6                                         | Kriegsformation     | 05. September 1914     | 02. September 1918   | Ersatzabteilung in München.                                                           |
| Reserve-Feldartillerie-Regiment Nr. 8                                         | Kriegsformation     | 31. Dezember 1914      | 02. Januar 1919      | Ersatzabteilung in Landsberg.                                                         |
| Reserve-Feldartillerie-Regiment Nr. 9                                         | Kriegsformation     | 05. Dezember 1914      | Ende Dezember 1918   | Ersatzabteilung in Nürnberg.                                                          |
| Reserve-Feldartillerie-Regiment Nr. 10                                        | Kriegsformation     | Ende Juni 1915         | Mitte Januar 1919    | Ersatzabteilung in Erlangen.                                                          |
| Reserve-Feldartillerie-Regiment Nr. 11                                        | Kriegsformation     | 08. Oktober 1916       | Januar 1919          | Ersatzabteilung in Landau.                                                            |
| Landwehrartillerieregimenter                                                  | Standort            | Gründung / Aufstellung | Auflösung            | Bemerkungen                                                                           |
| Landwehr-Feldartillerie-Regiment Nr. 1                                        | Kriegsformation     | 04. Januar 1916        | 11. Dezember 1918    | Ersatzabteilung in Fürth.                                                             |
| Landwehr-Feldartillerie-Regiment Nr. 2                                        | Kriegsformation     | April 1916             | Mitte Dezember 1918  | Ersatzabteilung in Landau.                                                            |
| Landwehr-Feldartillerie-Regiment Nr. 6                                        | Kriegsformation     | 11. Juli 1915          | Mitte Dezember 1918  | Ersatzabteilung in Würzburg.                                                          |
| Ersatzartillerieregimenter                                                    | Standort            | Gründung / Aufstellung | Auflösung            | Bemerkungen                                                                           |
| Ersatz-Feldartillerie-Regiment                                                | Kriegsformation     | 29. August 1915        | 05. Oktober 1918     | War Artillerie-Kommandeur des Ersatz-Division. Ersatzabteilung in Nürnberg.           |
| Fußartillerieregimenter                                                       | Standort            | Gründung / Aufstellung | Auflösung            | Bemerkungen                                                                           |
| 01. Fußartillerie-Regiment vakant Bothmer                                     | München, Neu-Ulm    | 01. Januar 1873        | 028. Dezember 1918   |                                                                                       |
| 02. Fußartillerie-Regiment                                                    | Metz                | 01. Januar 1873        | 1919                 |                                                                                       |
| 03. Fußartillerie-Regiment                                                    | Ingolstadt          | 01. Oktober 1912       | 1919                 |                                                                                       |
| 04. Fußartillerie-Regiment                                                    | Kriegsformation     | 01. Februar 1917       | 27. Januar 1919      | Ersatzbataillon in München.                                                           |
| 05. Fußartillerie-Regiment                                                    | Kriegsformation     | 15. Mai 1918           | 04. Januar 1919      | War Fußartillerie-Regimentsstab Nr. 109. Ersatzbataillon in Metz.                     |
| 06. Fußartillerie-Regiment                                                    | Kriegsformation     | 28. Mai 1918           | 15. Januar 1919      | War Fußartillerie-Regimentsstab Nr. 125. Ersatzbataillon in Ingolstadt.               |
| Reservefußartillerieregimenter                                                | Standort            | Gründung / Aufstellung | Auflösung            | Bemerkungen                                                                           |
| Reserve-Fußartillerie-Regiment Nr. 1                                          | Kriegsformation     | 02. August 1914        | nach Kriegsende      |                                                                                       |
| Reserve-Fußartillerie-Regiment Nr. 2                                          | Kriegsformation     | 02. August 1914        | nach Kriegsende      |                                                                                       |
| Reserve-Fußartillerie-Regiment Nr. 3                                          | Kriegsformation     | 06. August 1914        | nach Kriegsende      |                                                                                       |
| Artilleriestäbe                                                               | Standort            | Gründung / Aufstellung | Auflösung            | Bemerkungen                                                                           |
| Artillerie-Kommandeur Nr. 1                                                   | Kriegsformation     | 25. Februar 1917       | 18. Dezember 1918    | War 1. Feldartillerie-Brigade.                                                        |
| Artillerie-Kommandeur Nr. 2                                                   | Kriegsformation     | 26. Februar 1917       | 13. Dezember 1918    | War 2. Feldartillerie-Brigade.                                                        |
| Artillerie-Kommandeur Nr. 3                                                   | Kriegsformation     | 22. Februar 1917       | 14. Dezember 1918    | War 3. Feldartillerie-Brigade.                                                        |
| Artillerie-Kommandeur Nr. 4                                                   | Kriegsformation     | 22. Februar 1917       | ab 16. Dezember 1918 | War 4. Feldartillerie-Brigade.                                                        |
| Artillerie-Kommandeur Nr. 5                                                   | Kriegsformation     | 22. Februar 1917       | ab 17. Dezember 1918 | War 5. Feldartillerie-Brigade.                                                        |
| Artillerie-Kommandeur Nr. 6                                                   | Kriegsformation     | 22. Februar 1917       | ab 27. Dezember 1918 | War 6. Feldartillerie-Brigade.                                                        |
| Artillerie-Kommandeur Nr. 7                                                   | Kriegsformation     | 22. Februar 1917       | ab 6. Dezember 1918  | -                                                                                     |
| Artillerie-Kommandeur Nr. 8                                                   | Kriegsformation     | 22. Februar 1917       | ab 4. Januar 1919    | War 8. Reserve-Feldartillerie-Brigade.                                                |
| Artillerie-Kommandeur Nr. 9                                                   | Kriegsformation     | 22. Februar 1917       | ab 1. Juli 1918      | War General der Fußartillerie Nr. 4.                                                  |
| Artillerie-Kommandeur Nr. 10                                                  | Kriegsformation     | 22. Februar 1917       | ab 13. Dezember 1918 | War 10. Feldartillerie-Brigade.                                                       |
| Artillerie-Kommandeur Nr. 11                                                  | Kriegsformation     | 22. Februar 1917       | ab 23. Dezember 1918 | -                                                                                     |
| Artillerie-Kommandeur Nr. 12                                                  | Kriegsformation     | 22. Februar 1917       | Ende Dezember 1918   | -                                                                                     |
| Artillerie-Kommandeur Nr. 13                                                  | Kriegsformation     | 22. Februar 1917       | ab 7. Dezember 1918  | War 1. Reserve-Feldartillerie-Brigade.                                                |
| Artillerie-Kommandeur Nr. 14                                                  | Kriegsformation     | 22. Februar 1917       | Ende Dezember 1918   | War General der Fußartillerie Nr. 3.                                                  |
| Artillerie-Kommandeur Nr. 15                                                  | Kriegsformation     | 22. Februar 1917       | Ende Dezember 1918   | -                                                                                     |
| Artillerie-Kommandeur Nr. 16                                                  | Kriegsformation     | 22. Februar 1917       | ab 9. Januar 1919    | War General der Fußartillerie Nr. 5                                                   |
| Artillerie-Kommandeur Nr. 17                                                  | Kriegsformation     | 22. Februar 1917       | ab 15. Dezember 1918 | War 1. Landwehr-Feldartillerie-Brigade.                                               |
| Artillerie-Kommandeur Nr. 18                                                  | Kriegsformation     | 22. Februar 1917       | Ende Januar 1919     | War General der Fußartillerie Nr. 1.                                                  |
| Artillerie-Kommandeur Nr. 19                                                  | Kriegsformation     | 22. Februar 1917       | 05. Oktober 1918     | War General der Fußartillerie Nr. 2. Wurde Baustab.                                   |
| Artillerie-Kommandeur Nr. 20                                                  | Kriegsformation     | 10. April 1917         | ab 18. Dezember 1918 | -                                                                                     |
| Artillerie-Kommandeur Nr. 21                                                  | Kriegsformation     | 19. April 1917         | ab 17. Dezember 1918 | -                                                                                     |
| Artillerie-Kommandeur Nr. 22                                                  | Kriegsformation     | 19. April 1917         | ab 4. Dezember 1918  | -                                                                                     |
| Artillerie-Kommandeur Nr. 23                                                  | Kriegsformation     | 19. April 1917         | Ende Dezember 1918   | -                                                                                     |
| Fußartilleriestäbe                                                            | Standort            | Gründung / Aufstellung | Auflösung            | Bemerkungen                                                                           |
| Fußartillerie-Regimentsstab Nr. 109                                           | Kriegsformation     | 24. Mai 1916           | 15. Mai 1918         | Wurde 5. Fußartillerie-Regiment.                                                      |
| Fußartillerie-Regimentsstab Nr. 123                                           | Kriegsformation     | 23. Januar 1917        | 23. Dezember 1918    | War Landwehr-Fußartillerie-Regiments-Kommando Nr. 1.                                  |
| Fußartillerie-Regimentsstab Nr. 124                                           | Kriegsformation     | 01. Februar 1917       | 20. Dezember 1918    | War Landwehr-Fußartillerie-Regiments-Kommando Nr. 2.                                  |
| Fußartillerie-Regimentsstab Nr. 125                                           | Kriegsformation     | 01. Februar 1917       | 28. Mai 1918         | War Landwehr-Fußartillerie-Regiments-Kommando Nr. 3. Wurde 6. Fußartillerie-Regiment. |
| Artillerie-Kommandeur des Ersatz-Division                                     | Kriegsformation     | Oktober 1914           | 29. August 1915      | Wurde Ersatz-Feldartillerie-Regiment.                                                 |
| Landwehr-Fußartillerie-Regiments-Kommando Nr. 1                               | Kriegsformation     | 28. Februar 1915       | 23. Januar 1917      | Wurde Fußartillerie-Regimentsstab Nr. 123.                                            |
| Landwehr-Fußartillerie-Regiments-Kommando Nr. 2                               | Kriegsformation     | 28. Oktober 1914       | 23. Januar 1917      | Wurde Fußartillerie-Regimentsstab Nr. 124.                                            |
| Landwehr-Fußartillerie-Regiments-Kommando Nr. 3                               | Kriegsformation     | 08. August 1914        | 01. Februar 1917     | Wurde Fußartillerie-Regimentsstab Nr. 125.                                            |

### Pioniere

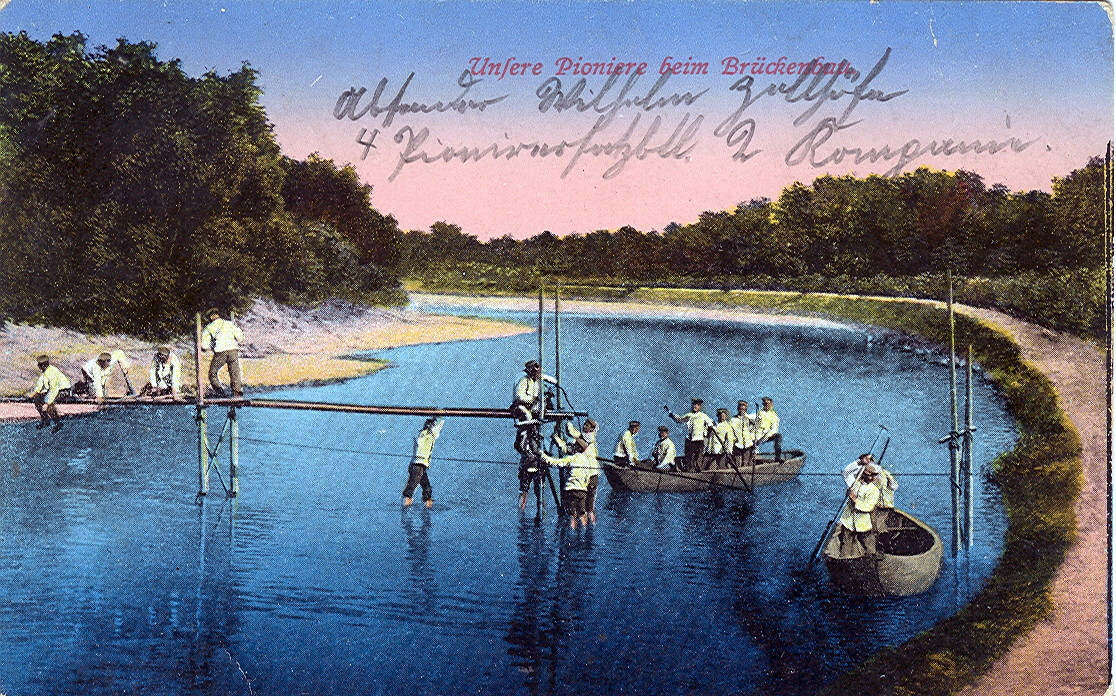
Ingolstädter Pioniere beim Stegbau.

Vor Ausbruch des Ersten Weltkriegs existierten vier Pionierbataillone, die der Pionier-Inspektion in München unterstellt waren. Diese waren in München das 1. Pionier-Bataillon (aufgestellt am 1. April 1872), in Speyer das 2. (aufgestellt am 1. April 1872), in Ingolstadt das 3. (aufgestellt am 1. April 1900) und das 4. Bataillon (aufgestellt am 1. Oktober 1912). Im Laufe des Krieges wurden ein Pionierregiment, 22 Pionierbataillone, drei Reservepionierbataillone und zahlreiche Pionierkompanien neu aufgestellt.
| Pionierregimenter | Standort        | Gründung / Aufstellung | Auflösung       | Bemerkungen |
| ----------------- | --------------- | ---------------------- | --------------- | ----------- |
| Pionier-Regiment  | Kriegsformation | 02. August 1914        | 05. Januar 1917 | -           |

## Ausgewählte Bataillone

### Jäger
Aufgestellte Bataillone der Jägertruppe.
| Name                                    | Standort           | Gründung / Aufstellung | Auflösung         | Bemerkungen                                                       |
| --------------------------------------- | ------------------ | ---------------------- | ----------------- | ----------------------------------------------------------------- |
| 01. Jägerbataillon „König“              | Freising           | 27. November 1815      | 17. Dezember 1918 | ab 25. Mai 1915 zum Jäger-Regiment 1                              |
| 02. Jägerbataillon ex 3. Jägerbataillon | Aschaffenburg      | 01. Oktober 1890       | 17. Dezember 1918 | ab 25. Mai 1915 zum Jäger-Regiment 1                              |
| 02. Jägerbataillon ex 5. Jägerbataillon | Aschaffenburg      | 01. Oktober 1878       | 01. Oktober 1890  | Stammtruppe für das II. Bataillon des 19. Infanterie-Regiments    |
| 03. Jägerbataillon                      | Eichstätt          | 01. Dezember 1825      | 01. Oktober 1890  | Umbenennung in 2. Jägerbataillon                                  |
| 04. Jägerbataillon                      | Landshut           | 01. Dezember 1825      | 01. Oktober 1890  | Stammtruppe für das III. Bataillon des 19. Infanterie-Regiments   |
| 05. Jägerbataillon                      | Zweibrücken        | 01. Januar 1851        | 01. Oktober 1878  | Umbenennung in 2. Jägerbataillon                                  |
| 06. Jägerbataillon                      | Erlangen           | 01. Januar 1851        | 01. Oktober 1878  | Stammtruppe für das 17. Infanterie-Regiment                       |
| 07. Jägerbataillon                      | Straubing          | 21. Dezember 1863      | 01. Oktober 1878  | Stammtruppe für das II. Bataillon des 16. Infanterie-Regiments    |
| 08. Jägerbataillon                      | Landsberg, Bamberg | 21. Dezember 1867      | 01. Oktober 1878  | Stammtruppe für das 17. Infanterie-Regiment                       |
| 09. Jägerbataillon                      | Passau             | 01. Juli 1868          | 01. Oktober 1878  | Stammtruppe für das III. Bataillon des 16. Infanterie-Regiments   |
| 10. Jägerbataillon                      | Aschaffenburg      | 10. Mai 1868           | 01. Oktober 1878  | Stammtruppe für das 17. Infanterie-Regiment                       |
| Reserve-Jägerbataillon Nr. 1            | Kriegsformation    | 02. August 1914        | August 1918       | Ab 18. August 1918 Stammtruppe des Reserve-Jäger-Regiments Nr. 15 |
| Reserve-Jägerbataillon Nr. 2            | Kriegsformation    | 02. August 1914        | 17. Dezember 1918 | Ab 25. Mai 1915 zum Jäger-Regiment Nr. 1                          |

### Sturm
Während des Ersten Weltkriegs stellte man zwei Sturmbataillone auf (Stand 1918).
| Name                  | Standort        | Gründung / Aufstellung | Auflösung | Bemerkungen                       |
| --------------------- | --------------- | ---------------------- | --------- | --------------------------------- |
| Sturmbataillon Nr. 6  | Kriegsformation | 04. Dezember 1916      | -         | Der 6. Armee unterstellt.         |
| Sturmbataillon Nr. 15 | Kriegsformation | 23. Dezember 1916      | -         | Der Armeeabteilung A unterstellt. |